# 戈德温 (威塞克斯伯爵)
戈德温（英语：Godwin或Godwine；约1001年出生，1053年4月15日逝世于温彻斯特）是第一位威塞克斯伯爵，他是丹麦国王克努特一世大帝及其继承人统治英格兰时英国最强大的贵族。克努特封他为第一位威塞克斯伯爵。戈德温是后来英格兰国王哈罗德二世的父亲。他的一个女儿成为英格兰国王懺悔者愛德華的妻子。

## 生平
戈德温的父亲是威塞克斯的大乡绅，是英格兰国王埃塞尔雷德一世的第六代孙，而埃塞尔雷德一世则是阿尔弗雷德大帝的哥哥，因此按照这个说法戈德温是盎格鲁-撒克逊王朝的王亲。埃塞尔雷德一世的后代后来在王位继承上被绕过去了。戈德温的父亲后来带着一支王家舰队叛变成为海盗，因此被逐。1014年他父亲死后戈德温成为家庭之长。后来也有记录认为戈德温的父亲是一个贱民（可能是移民英格蘭的丹麥海盜家族）。目前两种说法均不是定论。在戈德温的时期他被其他人看作是一个暴发户，是依靠两次非常有利的婚姻而获得势力的。
戈德温是英格兰国王埃塞尔雷德二世的儿子埃德蒙二世的重要支持者，就在埃德蒙二世反叛他父亲的时候克努特入侵英格兰。埃德蒙和许多他的支持者被杀，戈德温幸存并向克努特大帝誓忠。他与克努特的一个亲家交好，从而成为克努特的顾问。他还随同克努特赴丹麦去镇压那里的一次叛变。1018年他就被封为伯爵了，1019年被封为西撒克逊伯爵。1022年他与克努特的一个姊妹结婚。虽然他妻子婚后不久就无子去世了，但戈德温仍然保持着他的权势。1023年他就已经成为英格兰最有势力的伯爵了。
此后戈德温与另一位丹麦贵妇人结婚，他的第二位妻子据传是丹麦国王哈拉尔一世的第三代孙女，因此也是丹麦的王亲。两人共有八个儿女。
1035年11月12日克努特去世，他的王国分裂。在英国克努特的私生子哈罗德一世称王，在丹麦克努特的儿子哈德克努特继位，在挪威馬格努斯一世称王。1037年埃塞尔雷德二世的幼子阿尔弗雷德也自称为英格兰国王。关于阿尔弗雷德的命运有两种说法，一种是戈德温在战场上生擒了他，另一种是戈德温假称支持阿尔弗雷德，却让他派去“帮助”阿尔弗雷德的军队困住了阿尔弗莱德后将他出卖给了哈罗德一世。最后阿尔弗雷德被刺瞎，不久后死在埃里。
1040年3月17日哈罗德一世去世，戈德温支持哈德克努特继承英格兰国王。1042年6月8日哈德克努特也死后戈德温支持愛德華三世登上英国王位。爱德华此前的30年几乎全部是在诺曼底渡过的，他的继位恢复了威塞克斯王朝在英格兰的统治。
虽然戈德温被指责对爱德华的兄弟阿尔弗雷德之死负责，但是1045年他还是保证了自己的一个女儿成为爱德华的王后。但是爱德华不断从诺曼底招收顾问来巩固他的势力，因此戈德温很快就成为敌对这些诺曼底新来的顾问、贵族和僧侣的当地贵族的领导人了。当时布洛涅伯爵访问英格兰时在丹佛与当地人发生冲突。爱德华下令戈德温惩罚丹佛人，但是遭到戈德温的拒绝。爱德华觉得这是戈德温直接向他挑战，因此他保证了其他伯爵对他的支持，于1051年流放戈德温和他的儿子们。但是一年后戈德温在海军、市民和农民的支持下带兵重返英格兰并且夺回了他的伯爵领地。这为后来英国伯爵抗命开了先例。
戈德温至死否认他与阿尔弗雷德之死有关。他死后他的儿子们得以控制英格兰众大地区。
| 前任： 无 | 威塞克斯伯爵 | 继任： 哈罗德·戈德温森 |

| 前任： 无 | 肯特伯爵 | 继任： 利奥夫温·戈德温森 |